# Neuvizy
Neuvizy ist eine französische Gemeinde mit 119 Einwohnern (Stand: 1. Januar 2022) im Département Ardennes in der Region Grand Est (bis 2015 Champagne-Ardenne). Sie gehört zum Arrondissement Rethel, zum Kanton Signy-l’Abbaye sowie zum Gemeindeverband Crêtes Préardennaises.

## Geographie
Die Gemeinde Neuvizy liegt 16 Kilometer nordöstlich von Rethel an der Autoroute A34 (von Reims nach Sedan). Umgeben wird Neuvizy von den Nachbargemeinden Launois-sur-Vence im Norden, Jandun im Nordosten, Villers-le-Tourneur im Osten, Faissault im Süden sowie Viel-Saint-Remy im Westen.

## Bevölkerungsentwicklung
| Jahr                       | 1962 | 1968 | 1975 | 1982 | 1990 | 1999 | 2006 | 2011 | 2019 |
| Einwohner                  | 148  | 134  | 122  | 100  | 118  | 116  | 110  | 115  | 114  |
| Quellen: Cassini und INSEE |      |      |      |      |      |      |      |      |      |

## Sehenswürdigkeiten
- Basilika Notre-Dame-de-Bon-Secours, Bauzeit: 1865–1924

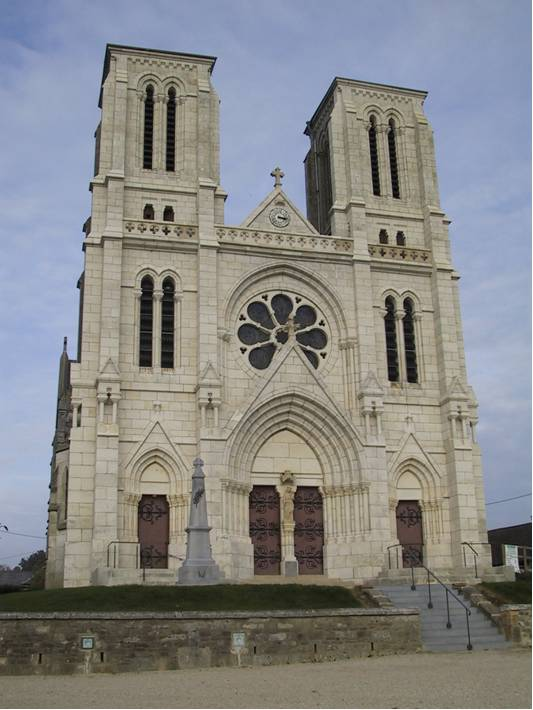
Kirche Notre-Dame-de-Bon-Secours